# Аксютовка (платформа)
Аксютовка (укр. Аксютівка) — остановочный пункт Южной железной дороги в селе Аксютовка. Имеет важное значение для дачных перевозок. Поезда дальнего следования по платформе Аксютовка не останавливаются.

## Путевое развитие
Чётный и нечётный пути перегона Основа-Жихор.

## Сооружения
Навес для ожидания пассажирами электропоезда.

## Поезда
Участок Основа-Змиёв обслуживается исключительно электропоездами ЭР2, ЭР2Р, ЭР2Т депо Харьков. В чётном направлении поезда идут до станций Харьков-Пассажирский, Харьков-Левада, в нечётном — до станций Змиёв, Шебелинка, Балаклея, Савинцы, Изюм.